# ذي سريرة (إب)

تعديل مصدري - تعديل

ذي سريرة هي إحدى قرى عزلة الموية بمديرية إب التابعة لمحافظة إب، بلغ تعداد سكانها 932 نسمة حسب تعداد اليمن لعام 2004.